# Jeanne Flourens
Pour les articles homonymes, voir Flourens.
Jeanne Flourens, connue sous le nom de plume Roksano, née le 4 août 1871 à Vias et morte le 13 juillet 1928 à Marseille, est une espérantiste, journaliste et écrivaine de langue espéranto française.

## Biographie
Jeanne Antoinette Flourens naît le 4 août 1871 à Vias. Elle devient espérantiste en 1903 et milite pour la langue espéranto jusqu’à sa mort. 
En 1892, établie à Béziers avec son père, elle épouse Joseph Léon Maignien. Elle en divorce en 1899. 
Dans les années 1900, Jeanne Flourens préside à Béziers le groupe espérantiste féminin et donne des cours d'espéranto. À partir de 1905 et jusqu'en 1912, elle publie de nombreux articles, notamment sur la mode, dans les revues espérantistes comme La Esperantisto, Tra la mondo ou encore La Vagabondo. En 1907 elle signe une des premières comédies originales en espéranto, Duonsurda (« À moitié sourde »), puis publie plusieurs pièces et nouvelles en espéranto et, au début des années 1910, traduit un extrait des mémoires de Léon Tolstoï. 
En 1922, au moment du Congrès annuel des espérantistes français, elle est secrétaire du comité local d'espéranto à  Béziers. 
En 1922, Jeanne Flourens déménage à Marseille, où elle meurt, en son domicile du 63 boulevard de la Madeleine, le 13 juillet 1928. 

## Œuvres
- Duonsurda : duakta komedio de J. Flourens, Juan Régulo Pérez Library, 1907, 15 p. (lire en ligne)
- Jane Roksano Flourens, La fianĉiniĝo de sovaĝulineto: triakta komedieto, Tra la Filatelio, 1909, 31 p.
- Roksano, La morgaŭa virino, Ĉe la aŭtorino: Roksano, Villa Roksano, 1911, 16 p. (lire en ligne)
- Jane Roksano Flourens, La senlaca sinofero, Ĉe la aŭtorino: Roksano, 1911, 32 p.
- Léon Tolstoï (trad. Jane Roksano Flourens), Mia Onklino Tatiana Aleksnadrovna: eltiraĵo el la Memorskriboj, Ĉe la tradukintino: Roksano, 1911, 19 p.